# Исак Цариградски
Исак Цариградски (грч. Ἠσαΐας; умро 13. маја 1332) био је васељенски патријарх Цариграда од 1323. до 1332. године.
Византијски цар Андроник II Палеолог је 1327. године затворио Исака у манастирски део Магнаврске школе у Цариграду, вероватно због патријархове подршке царевом унуку, Андронику III Палеологу током грађанског рата 1321–1328. Након што је његов унук свргнуо Андроника II са власти 24. маја 1328. године, делегација је послата у манастир да врати Исака. На повратку у палату, Исака нису пратили уобичајени свештеници, већ трупа музичара, плесачица и комичара, од којих га је један толико насмејао да је скоро пао са коња.